# Даніель Вогер
Даніель Вогер (нім. Daniel Woger: нар. 25 лютого 1988, Брегенц) — австрійський хокеїст, нападник клубу НЛБ «Тургау». Гравець збірної команди Австрії.

## Ігрова кар'єра
Даніель вихованець клубу «Дорнбірн», Вогер дебютував у складі швейцарського клубу «Давос», де провів один сезон та повернувся до рідного клубу. За «Дорнбірн» нападник провів чотири сезони після чого перейшов на один сезон до «ТВК Інсбрук». 
Влітку 2009 Даніель перейшов до «Грац 99-ерс», згодом відігравши сезон за «Відень Кепіталс», повернувся до «Грац 99-ерс». 
З 2018 по 2020 захищав кольори клубу «Блек Вінгз Лінц». Влітку 2020 Даніель уклав однорічний контракт з своєю рідною командою «Дорнбірн».
Влітку 2021 Вогер перейшов до швейцарської команди «Тургау».
Даніель виступав за юніорську та молодіжну збірну Австрії. У складі національної збірної Австрії брав участь у чемпіонаті світу 2015 року.

## Клубна статистика
| Сезон          | Клуб              | Ліга           | Регулярний сезон | Регулярний сезон | Регулярний сезон | Регулярний сезон | Регулярний сезон | Плей-оф | Плей-оф | Плей-оф | Плей-оф | Плей-оф |
| Сезон          | Клуб              | Ліга           | І                | Г                | П                | О                | ШХ               | І       | Г       | П       | О       | ШХ      |
| -------------- | ----------------- | -------------- | ---------------- | ---------------- | ---------------- | ---------------- | ---------------- | ------- | ------- | ------- | ------- | ------- |
| 2002/03        | «Давос»U17        | Елітліга       | –                | –                | –                | –                | –                | –       | –       | –       | –       | –       |
| 2004/05        | «Дорнбірн»        | Австрія2       | 30               | 4                | 3                | 7                | 12               | –       | –       | –       | –       | –       |
| 2005/06        | «Дорнбірн» U20    | Топ юніори     | –                | –                | –                | –                | –                | –       | –       | –       | –       | –       |
| 2005/06        | «Дорнбірн»        | Австрія2       | 26               | 3                | 3                | 6                | 12               | –       | –       | –       | –       | –       |
| 2006/07        | «Дорнбірн»        | Австрія2       | 28               | 15               | 19               | 34               | 65               | 5       | 0       | 3       | 3       | 2       |
| 2007/08        | «Веллі Ворріорз»  | ЕЮХЛ           | 29               | 14               | 13               | 27               | 16               | –       | –       | –       | –       | –       |
| 2008/09        | «ТВК Інсбрук»     | EBEL           | 49               | 8                | 3                | 11               | 52               | 6       | 1       | 1       | 2       | 4       |
| 2009/10        | «Грац 99-ерс»     | EBEL           | 54               | 8                | 5                | 13               | 28               | 6       | 0       | 1       | 1       | 2       |
| 2010/11        | «Грац 99-ерс»     | EBEL           | 50               | 5                | 4                | 9                | 72               | 4       | 0       | 0       | 0       | 0       |
| 2011/12        | «Грац 99-ерс»     | EBEL           | 19               | 4                | 7                | 11               | 6                | –       | –       | –       | –       | –       |
| 2012/13        | «Відень Кепіталс» | EBEL           | 37               | 3                | 4                | 7                | 8                | 15      | 2       | 2       | 4       | 7       |
| 2013/14        | «Грац 99-ерс»     | EBEL           | 37               | 2                | 9                | 11               | 14               | –       | –       | –       | –       | –       |
| 2014/15        | «Грац 99-ерс»     | EBEL           | 43               | 5                | 9                | 14               | 14               | –       | –       | –       | –       | –       |
| 2015/16        | «Грац 99-ерс»     | EBEL           | 54               | 12               | 13               | 25               | 18               | –       | –       | –       | –       | –       |
| 2016/17        | «Грац 99-ерс»     | EBEL           | 54               | 9                | 20               | 29               | 24               | 5       | 0       | 3       | 3       | 2       |
| 2017/18        | «Грац 99-ерс»     | EBEL           | 52               | 10               | 17               | 27               | 29               | –       | –       | –       | –       | –       |
| 2018/19        | «Блек Вінгз Лінц» | EBEL           | 52               | 2                | 3                | 5                | 12               | –       | –       | –       | –       | –       |
| 2019/20        | «Блек Вінгз Лінц» | EBEL           | 23               | 1                | 2                | 3                | 8                | –       | –       | –       | –       | –       |
| 2020/21        | «Дорнбірн»        | EBEL           | 50               | 10               | 14               | 24               | 6                | 6       | 3       | 1       | 4       | 0       |
| Австрія2 разом | Австрія2 разом    | Австрія2 разом | 84               | 22               | 25               | 47               | 89               | 5       | 0       | 3       | 3       | 2       |
| EBEL разом     | EBEL разом        | EBEL разом     | 564              | 79               | 110              | 189              | 291              | 42      | 6       | 8       | 14      | 15      |